# الاتحاد الرياضي بأجيم جربة
الاتحاد الرياضي بأجيم جربة هو فريق كرة قدم تونسي تأسس عام 1981 في مدينة أجيم، جربة، يلعب هذا الفريق في الرابطة التونسية الثالثة لكرة القدم مستوى أول في موسم 2023 - 2024.

## وصلات خارجية
- صفحة الاتحاد الرياضي بأجيم جربة على موقع كوووة.
- الموقع الرسمي للجامعة التونسية لكرة القدم.